# Charles-Auguste Auber
Pour les articles homonymes, voir Auber.
 Charles-Auguste Auber, ou Charles Auguste Roch Auber, est un prêtre, archéologue et religieux français, né à Bordeaux le 23 juin 1804, et mort à Poitiers le 8 novembre 1892.

## Biographie
Il a été l'historiographe du diocèse de Poitiers et correspondant du ministre de l'Instruction publique pour les travaux historiques, en 1845.
Il fut membre de :
- la Société des antiquaires de l'Ouest dont il a été un membre fondateur, en 1834, puis le président annuel ;
- la Société académique d'agriculture, belles-lettres, sciences et arts de Poitiers, en 1836 ;
- la Société des antiquaires de Normandie ;
- la Société des antiquaires de Picardie ;
- la Société française d'archéologie, et inspecteur des monuments de la Vienne ;
- l’Institut des provinces ;
- la Société Académique des Antiquaires de la Morinie ;
- l’Accademia dei Quiriti, à Rome ;
- la Société des sciences, des arts et des lettres du Hainaut.

Il a collaboré :
- aux Bulletin monumental,
- au Comité des arts et monuments,
- à la Revue de l’art chrétien,
- à L'Art en province.

## Publications
- Un Martyr, ou le Sacerdoce catholique à la Chine, poème en cinq chants, tiré des Annales des Missions étrangères, Librairie catholique de classique de Perisse frères, Paris/Lyon, 1839 (lire en ligne)
- « Histoire de la cathédrale de Poitiers », dans Mémoires de la Société des antiquaires de l'Ouest année 1848, Société des antiquaires de l'Ouest, 1849, tome 16, p. 1-478 et planches I à XI (lire en ligne), année 1849, 1849, p. 1-612 (lire en ligne)
- De l'an mille et de son influence prétendue sur l'architecture religieuse, Librairie archéologique de Charles Blériot, Paris, 1861 (lire en ligne)
- Histoire de l'église et de la province de Poitiers. Origines, Imprimerie de A. Dupré, Poitiers, 1866 (lire en ligne)
- Étude sur les historiens du Poitou, depuis ses origines connues jusqu'au milieu du XIXe siècle, L. Clouzot libraire-éditeur, Niort, 1870 (lire et ligne)
- Histoire et théorie du symbolisme religieux avant et depuis le christianisme, Librairie A. Franck, Paris, 1870, tome 1, 1871, tome 2, 1871, tome 3, 1871, tome 4
- Histoire générale, civile, religieuse et littéraire du Poitou, Librairie Bonamy, Poitiers, 1885, tome 1, 1886, tome 2